# Aleksandr Marakulin
Trwa dyskusja nad usunięciem tego biogramu, kliknij i weź w niej udział.
Aleksandr Leonidowicz Marakulin (ros. Александр Леонидович Маракулин, ur. 24 marca 1973) – rosyjski aktor musicalowy i piosenkarz.

## Biografia
Aleksandr Marakulin urodził się 24 marca 1973 roku w Kujbyszewie. Ukończył szkołę muzyczną i drugi rok reżyserii w Samarskim Instytucie Sztuki i Kultury. W 1992 roku wyjechał do Moskwy, aby zapisać się na wydział aktorski Moskiewskiego Uniwersytetu Teatralnego, na który się nie dostał. Jesienią tego samego roku ogłoszono dodatkowy nabór na wydział teatru muzycznego ze specjalizacją musicalową. Marakulin studiował tam w latach 1992–1997.
Na ostatnim roku brał udział w produkcji Teatru Muzycznego im. Stanisławskiego i Niemirowicza-Danczenki Wesele Figara. Za rolę hrabiego Almavivy otrzymał na festiwalu Moskiewskie Debiuty nagrodę w kategorii „najlepszy debiut w musicalu”. Po ukończeniu studiów pracował w teatrze kabaretowym Grigirija Gurwicza aż do zamknięcia w 2001 roku. Równocześnie z pracą w teatrze występował jako wokalista w zespole Strangers, z którym wydał płytę Underground.
W 2002 roku wcielił się w rolę Klaudiusza Frollo w rosyjskiej wersji francuskiego musicalu Notre Dame de Paris na scenie teatru Moskiewska Operetka. W ty samym teatrze wystąpił w 2004 roku w musicalu Romeo i Julia, wcielając się w rolę Pana Kapuleta.
Od października 2012 do lipca 2016 roku oraz od października 2021 roku gra rolę księcia Radziwiłła w musicalu Hrabia Orłow. Od marca 2016 roku wciela się również w rolę Swidrygajłowa w rock operze Zbrodnia i kara w Moskiewskim Teatrze Muzycznym.
Od października 2016 roku wciela się w rolę Aleksieja Karenina w musicalu Anna Karenina.

## Nagrody
Laureat nagrody „Ulubiony Artysta Publiczności”, przyznanej w 2011 roku w dniu musicalu w Rosji.
Nominacja do Złotej Maski sezonu 2001-2002 za najlepszą męską rolę w teatrze muzycznym za rolę Klaudiusza Frollo w musicalu Notre Dame de Paris.